# DeVries-Effekt

Das Radiokarbonalter (rote Kurve) weist gegenüber dem Kalenderalter Schwankungen („wiggles“) auf.

Der DeVries-Effekt, benannt nach dem niederländischen Biophysiker Hessel de Vries (1916–1959), ist die Nicht-Übereinstimmung zwischen dem Radiokarbonalter eines organischen Materials und dessen tatsächlichem Kalenderalter. Ursache sind Schwankungen des atmosphärischen 14C/12C-Verhältnisses, die dazu führen, dass die Radiokohlenstoffmethode nur durch Verwenden einer Kalibrationskurve ihre volle Genauigkeit erreicht.
Bei der seit Mitte der 1940er Jahre vor allem von Willard Frank Libby entwickelten Radiokarbonmethode zur Datierung von organischem Material ging man zunächst von einer mit der Zeit monotonen, in etwa linearen Abnahme der 14C-Konzentration aus. Das führte jedoch zu widersprüchlichen Datierungsergebnissen. Hessel de Vries fand Ende der 1950er Jahre Schwankungen im 14C/12C-Verhältnis, die zum Beispiel aus Schwankungen der Sonnenaktivität, des Erdmagnetfelds oder des Kohlenstoffaustauschs zwischen verschiedenen Reservoirs herrühren können. Diese, von dem österreichischen Chemiker Hans E. Suess zu einer Kalibrierungskurve weiterentwickelte Einsicht ermöglichte eine wesentlich präzisere Radiokarbondatierung.

## De Vries-Zyklus/Suess-Zyklus
Die von de Vries entdeckten Schwankungen des 14C/12C-Verhältnisses wurden seit ihrer Entdeckung immer wieder auf Periodizität untersucht. Der De Vries-Zyklus, ebenfalls benannt nach Hessel de Vries, gelegentlich auch Suess-Zyklus, nach Hans E. Suess, ist ein solcher periodischer Zusammenhang zwischen der Strahlungsaktivität der Sonne und der 14C-Produktion auf der Erde. Die mittlere Zyklusdauer beträgt etwa 210 Jahre, schwankt jedoch stark. Bei unregelmäßigen Zyklen von ca. 100–200 Jahren ist oft die Verbindung von mittelfristigen Schwankungen des 14C-Gehalts und der Sonnenfleckenzahl herzustellen. Je mehr Sonnenflecken, desto weniger 14C. In der 14C-Rekonstruktion der holozänen solaren Aktivität treten Grand Minima der Sonnenaktivität mehrmals clusterartig auf. Die etwa 200 Jahre langen Abstände zwischen einzelnen Minima der Cluster bilden einen wesentlichen Teil des deVries-Zyklus.
Es gibt noch weitere Faktoren, zusätzlich der solaren Aktivität, welche einen Einfluss auf die 14C-Produktion haben, darunter die Stärke des Erdmagnetfeldes.
Hessel de Vries fand 1956 in den natürlichen Schwankungen des 14C/12C-Verhältnisses zwei Maxima um 1500 und 1700. Hans E. Suess, der die Radiokarbonmethode weiterentwickelte, machte dann im Spektrum der atmosphärischen 14C-Schwankungen über einen Zeitraum von 8000 Jahren eine gut 200-jährige Periodizität aus.
Schwankungen der Sonneneinstrahlung gehören zu den Klimafaktoren auf der Erde, die Suche nach einem möglichen Zusammenhang zwischen langperiodischen solaren Schwankungen und Klimaschwankungen begann schon im 19. Jahrhundert und dauert an. Die Größe des Einflusses auf die globale Temperatur liegt bei bis zu einigen Zehntel Grad Celsius, regional sind größere Änderungen möglich.